# 王宗绍
王宗绍（?—?），中國五代十国時代人物，前蜀高祖王建的义子。
事奉王建为义子，王建给他赐姓名王宗绍。官至左金吾卫大将军。王建与岐王李茂贞对峙，永平元年（911年），命王宗祐等人充任招讨使讨伐岐国，王宗绍作为副将，率领步骑兵十二万。青泥岭之战，战败。数年后，王宗贺与刘知俊围攻凤翔府，随后召还。史书没有记载他的结局。